# Esperantología
La esperantología es la lingüística del esperanto, ocupada de la construcción de palabras, su disposición y la transcripción de términos (en esperanto: fakvortoj) internacionales y nombres propios. Los principios esperantológicos de la construcción de palabras son, por ejemplo, los principios de necesidad y suficiencia que requieren un equilibrio entre la concisión y la claridad de la palabra.

## Principios seleccionados
La esperantología establece los siguientes principios con respecto a las palabras raíz: 
- El principio de internacionalidad.
- El principio de analogía con otros elementos lingüísticos.
- El principio de la economía lingüística.
- El principio de buena sonancia.

Como se puede ver, estos principios no siempre son compatibles entre sí; por ejemplo, el internacionalismo requiere la palabra internacionala (en español: ‘internacional’), mientras que la analogía y la economía lingüística requieren la palabra internacia. En el lenguaje, los principios 2 y 3 parecen más importantes que el 1.
Además, la inevitable validación de los principios esperantológicos también obstaculiza el uso del lenguaje, que puede sancionar formas que no son completamente correctas y puede hacer que las formas claras por sí mismas no sean claras.
Y, sobre todo, debe enfatizarse que de acuerdo con los principios anteriores, uno puede criticar solamente las palabras nuevas, pero no las palabras antiguas o enraizadas del lenguaje. Es obvio que tales esfuerzos implicarían solamente cismas, ya que un consenso general nunca sería posible debido a la falta de acuerdo absoluto de los principios. Por lo tanto, tales esfuerzos, como, por ejemplo, hacer una analogía entre palabras nacidas de la misma raíz latina (supozi, propozi, ripozi, kompozi, opozi; produkti, tradukti, kondukti; ‘suponer’, ‘proponer’, ‘descansar’, ‘componer’, ‘oponer’; ‘producir’, ‘traducir’, ‘conducir’) pueden ser considerados fundamentalmente erróneos, porque no consideran la tradición y la demanda de la unidad lingüística, que es más importante que todos los demás principios.

## Interpretaciones
- La esperantología estándar es un método por el cual el fundamento de esperanto es tratado desde una perspectiva legal. Fue iniciado por Helmut Welger y notablemente ampliado por Bernardo Pabst. La tarea central de la esperantología estándar es determinar cómo decir o escribir algo correctamente.

- El esperanto estándar o prescrito es una ciencia de las bases estándar válidas del esperanto, de su sistema estándar (jerárquico) (1. Declaración de Bolonia, 2. Fundación con adiciones oficiales, 3. Uso del lenguaje común, 4. Estilo Zamenhof); de esto deduce lo que es gramaticalmente correcto y estilísticamente bueno en esperanto. Con este fin, aplica sistemáticamente la metodología científica estándar, especialmente la lógica (estándar), las interpretaciones estándar semánticas y teleológicas y la finalización de los estándares con la ayuda de la teleología formal. La teleología formal, es decir, la teoría formal de la acción racionalmente conformadora de objetivos, es en parte equivalente a la lógica estándar, porque los objetos pueden considerarse cuasi-normas. (La lógica estándar en sí misma no es prescriptiva, ya que solamente puede controlar estándares o deducirlos de otros estándares ya válidos, pero no puede crear estándares por sí misma).

## Algunos esperantólogos famosos

### Pioneros

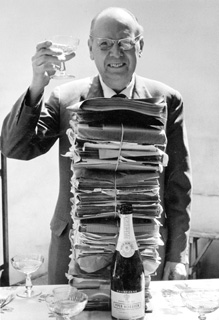
Gaston Waringhien

- (1855-1935) Louis de Beaufront
- (1863-1933) Émile Grosjean-Maupin
- (1884-1961) Pedro Stojan
- (1898-1977) Eugen Wüster
- (1901-1991) Gaston Waringhien
- (1904-1971) Yevgeny Bokarjov

### sigloXX
- (1924-1987) István Szerdahelyi
- (1928-2011) Magomet Isajev
- (1933-2016) Duc Goninaz
- (1941-2016) Detlev Blanke
- (1945-2016) Reinhard Haupenthal

### Contemporáneos
- Věra Barandovská-Frank
- Cyril Robert Brosch
- Alexander Dulichenko
- Claus J. Günkel
- Pierre Janton
- Boris Kolker
- Ilona Koutny
- Erich-Dieter Krause
- Sergey Kuznecov
- Jouko Lindstedt
- François Lo Jacomo
- Liu Haitao
- Marc van Oostendorp
- Bernhard Pabst
- Sergio Pokrovsky
- Humphrey Tonkin
- John C. Wells
- Bertilo Wennergren